# Resolutie 90 Veiligheidsraad Verenigde Naties
Resolutie 90 van de Veiligheidsraad van de Verenigde Naties was de
eerste resolutie van de Veiligheidsraad
in 1951. Ze werd unaniem aangenomen.

## Achtergrond
Nadat Noord-Korea midden 1950 Zuid-Korea had bezet, vormden de
VN een commando onder Amerikaans
bevel. Dat commando ging in de tegenaanval en dreef de Noord-Koreanen ver terug.
Toen mengde China zich in de zaak en dreef op zijn
beurt de VN-troepen tot ver terug. In januari 1951 stagneerde het front
en begonnen de VN met een tegenoffensief.

## Inhoud
De Veiligheidsraad:
- Beslist de kwestie klacht over agressie tegen de Republiek Korea te schrappen van de lijst met lopende zaken.

## Verwante resoluties
- Resolutie 83 Veiligheidsraad Verenigde Naties raadde de VN-lidstaten aan Zuid-Korea te steunen.
- Resolutie 84 Veiligheidsraad Verenigde Naties vroeg de leden Zuid-Korea onder Amerikaans commando militair te steunen.
- Resolutie 85 Veiligheidsraad Verenigde Naties vroeg noodhulp voor de Koreaanse bevolking.
- Resolutie 88 Veiligheidsraad Verenigde Naties nodigde China uit op de discussie van een rapport.

Lijst ·  90 ·  91 ·  92 ·  93 ·  94 ·  95 ·  96